# Gábor Arva
Gábor Árva (*1948) är en ungersk kanotist.
Han tog bland annat VM-guld i C-2 1000 meter i samband med sprintvärldsmästerskapen i kanotsport 1975 i Belgrad.